# 1997 في روسيا
فيما يلي قوائم الأحداث التي وقعت خلال عام 1997 في روسيا.

## سياسة

### تعيين في المنصب
- 1 يناير – بوريس نيمتسوف مجلس الأمن (روسيا)،First Deputy Prime Minister of Russia [الإنجليزية]‏،Minister of Fuel and Energy ‏.
- 17 مارس – أناتولي تشوبايس First Deputy Prime Minister of Russia [الإنجليزية]‏.

### انتهاء فترة المنصب
- 17 مارس – بوريس نيمتسوف Governor of Nizhny Novgorod Oblast [الإنجليزية]‏،Minister of Fuel and Energy ‏.

## أفلام
من الأفلام التي صدرت هذه السنة في روسيا:
- 1 يناير – سجين القوقاز من إخراج سيرجي بودروف.

## مواليد

### فبراير
- 16 فبراير – ناتاليا فيكليانتسيفا لاعبة كرة مضرب روسية.
- 28 فبراير – كريستينا سيفكوفا رياضية روسية.

### أبريل
- 24 أبريل – فيرونيكا كوديرميتوفا لاعبة كرة مضرب روسية.

### مايو
- 7 مايو – داريا كاساتكينا لاعبة كرة مضرب روسية.

### يونيو
- 10 يونيو – ميخائيل أنتيبوف لاعب شطرنج روسي.
- 17 يونيو – ألكسندر بوبليك لاعب كرة مضرب روسي.
- 22 يونيو – كيريل ألكسينكو لاعب شطرنج روسي.

### سبتمبر
- 29 سبتمبر – لوارا هايرابيتيان مغنية أرمنية.

### أكتوبر
- 20 أكتوبر – آندريه روبليف لاعب كرة مضرب روسي.

### ديسمبر
- 8 ديسمبر – يانا دوبروفولسكايا

## وفيات

### فبراير
- 3 فبراير – ميكال ياكوشين (مواليد 1910) لاعب كرة قدم روسي.

### مارس
- 29 مارس – ألكساندر إيفانوف (مواليد 1928) لاعب كرة قدم روسي.

### يونيو
- 12 يونيو – بولاط أوكوجاوا (مواليد 1924) كاتب روسي.

### أغسطس
- 21 أغسطس – يوري نيكولين (مواليد 1921)